# Valdir Pereira Silva
Valdir Pereira Silva (Salvador, 2 de agosto de 1963) es un exfutbolista brasileño nacionalizado chileno, que jugaba de delantero y que militó en diversos clubes de Brasil y Chile.

## Trayectoria
Oriundo de Salvador de Bahía, comenzó a jugar al fútbol a los 16 años en las divisiones inferiores de Leônico, debiendo retirarse a los meses tras ser llamado a realizar el servicio militar. Terminado el servicio, regresó al Leônico. En 1983 a su equipo le tocó jugar como preliminar del Bahía, llamando la atención del entrenador del equipo, quien le ofreció un contrato.
Tras su pasó por Bahía, jugó por Santa Cruz, ABC y Vitória de su país natal, cuando a fines de 1986, se le acercó a un amigo un empresario con la posibilidad de jugar en Chile. Llegó a prueba a Universidad de Chile, dirigida por Fernando Riera y presidida por Waldo Green. Luego de dos meses, se le ofreció un contrato por 3 temporadas. Tras alternar en la campaña de 1987,forma parte del equipo laico que descendió de categoría en 1989. En 1989 Manuel Pellegrini le comunicó que no estaba dentro de los planes, por lo que fue cedido a préstamo a Deportes Temuco de la Primera B de Chile.
Terminado su contrato con Universidad de Chile, defiende por 2 temporadas a Colchagua de la Primera B.En 1992 firmó con Provincial Osorno de la Primera B, en donde se coronaría como campeón de la categoría siendo dirigido por Jorge Garcés.Acompañaría a Garcés, a quien señala como el mejor entrenador que tuvo en su carrera,a Everton de la Primera División. Para la temporada siguiente, firma con Rangers de Primera División, en donde tuvo discrepancias con el entrenador Patricio Gutiérrez, siendo separado algunas fechas del equipo. Pese a su regreso, el equipo talquino terminó descendiendo, siendo recordado como uno de los peores equipos en la historia de la Primera división chilena.
En 1995 jugó para Ñublense de la Primera B, donde formó parte del histórico equipo chillanejo que fue semifinalista de la Copa Chile 1995, que en cuartos de final eliminó a Colo-Colo de la Primera División. La temporada siguiente jugó para Deportes Puerto Montt, siendo participante del plantel que logró un inédito ascenso a la Primera División como subcampeón de la Primera B 1996.
Luego de un 1997 en Deportes Melipilla, y un 1998 sin fútbol en 1999 regresa a Colchagua, en lo que sería su última temporada como futbolista profesional.

## Clubes
| Club                       | País   | Año       |
| -------------------------- | ------ | --------- |
| Leônico                    | Brasil | 1982-1983 |
| Bahía                      | Brasil | 1983      |
| Santa Cruz                 | Brasil | 1984      |
| ABC                        | Brasil | 1985      |
| Vitória                    | Brasil | 1986      |
| Universidad de Chile       | Chile  | 1987-1989 |
| → Deportes Temuco (cedido) | Chile  | 1989      |
| Colchagua                  | Chile  | 1990-1991 |
| Provincial Osorno          | Chile  | 1992      |
| Everton                    | Chile  | 1993      |
| Rangers                    | Chile  | 1994      |
| Ñublense                   | Chile  | 1995      |
| Deportes Puerto Montt      | Chile  | 1996      |
| Deportes Melipilla         | Chile  | 1997      |
| Colchagua                  | Chile  | 1999      |

## Palmarés

### Campeonatos nacionales
| Título    | Club              | País  | Año  |
| --------- | ----------------- | ----- | ---- |
| Primera B | Provincial Osorno | Chile | 1992 |